# Las Canoas, Veracruz
Las Canoas är en ort i Mexiko.   Den ligger i kommunen Texcatepec och delstaten Veracruz, i den sydöstra delen av landet, 150 km nordost om huvudstaden Mexico City. Las Canoas ligger 1 631 meter över havet och antalet invånare är 507.
Terrängen runt Las Canoas är bergig västerut, men österut är den kuperad. Las Canoas ligger uppe på en höjd. Runt Las Canoas är det ganska glesbefolkat, med 32 invånare per kvadratkilometer. Närmaste större samhälle är Tlachichilco, 15,9 km öster om Las Canoas. I omgivningarna runt Las Canoas växer i huvudsak städsegrön lövskog.